# 查爾斯·史都華·巴奈爾

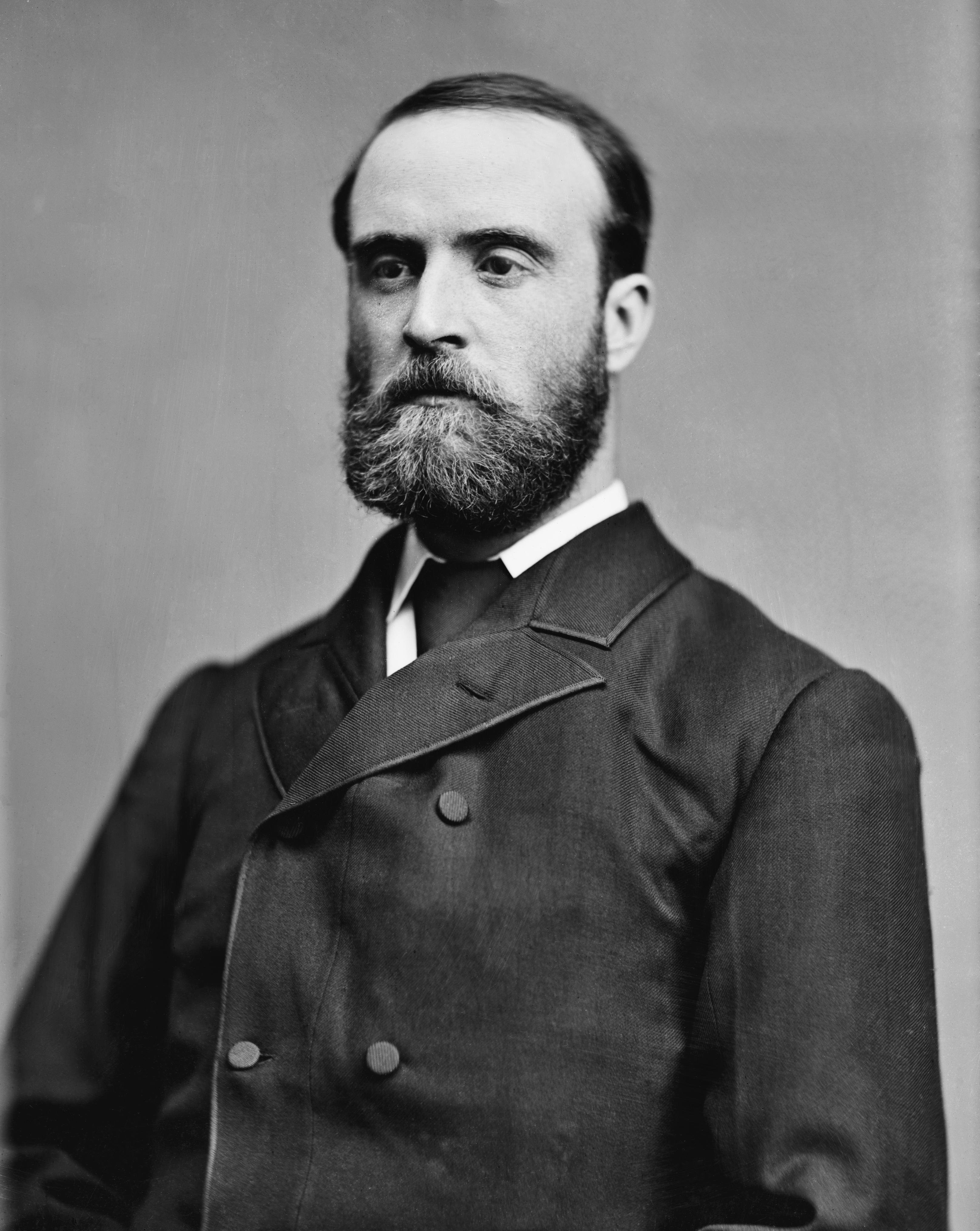
查爾斯·史都華·巴奈爾

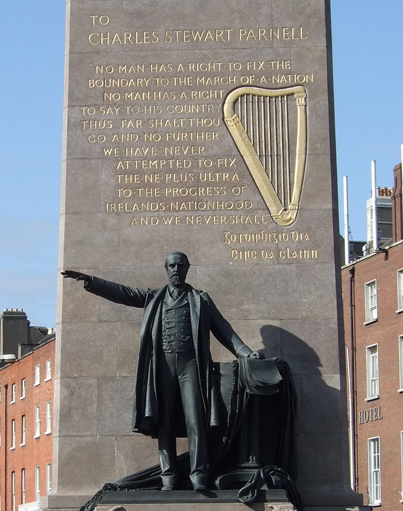
巴奈爾紀念碑

查爾斯·史都華·巴奈爾（1846年6月27日—1891年10月6日）是19世紀爱尔兰自治运动領導者、英國下議院議員。1882年，將自治同盟改組為愛爾蘭議會黨，擔任黨魁，有「無冕王」之稱。因婚外情導致議會黨分裂，也被迫下台。1891年去世後安葬於格拉斯內文公墓。